# 비자나무
비자나무(榧子~)는 구과식물강 구과목 주목과에 속하는 침엽수로 일본 남부와 제주도가 원산지이다. 

## 생김새
사시사철 잎의 색이 변하지 않는 늘푸른나무이다. 높이 15~25m, 지름은 1.5m에 이르며, 나무껍질은 세로로 얇게 벗겨지고 붉은빛이 도는 갈색을 띤다. 작은 가지는 붉은색을 띤다. 깃처럼 달리는 잎은 길쭉하고 끝이 침 모양으로 뾰족하며, 잎의 중앙맥 양쪽으로 노란빛이 도는 흰색 줄이 선명하다(기공). 4월에는 수꽃과 암꽃이 다른 그루에서 따로따로 피는데, 둥근 달걀 모양인 수꽃은 잎겨드랑이에 달리고, 5-6개의 녹색 포로 싸인 암꽃은 가지 끝에 2-3개씩 달린다. 다음 해 9-10월에 익는 솔방울은 타원형이고 자줏빛이 도는 갈색을 띤다.

## 분포
1916년 어니스트 헨리 윌슨(Ernest Henry Wilson)은 그가 발표한 일본 침엽수에 대한 식물학적 조사에서, 야쿠시마에서 도쿄까지 '거의 모든 나무와 숲'에 있는 모든 활엽수 및 침엽수 띠에서 비자나무를 발견했음을 설명했다. 그가 확인한 가장 개체수가 많은 장소는 도쿄 남서쪽에 있는 타카오산으로, 일본전나무와 함께 셰일로 이루어진 가파른 비탈면에서 풍부하게 자랐디.
대한민국의 경우, 사찰 근처에 심은 비자나무가 많아 일본에서 가져왔다고 하지만 제주도 비자림은 자생한 것일 것이라는 견해가 지배적이다.

## 쓰임새
비자나무 씨는 약용으로 널리 쓰이고 그 즙은 기름 대용으로도 이용되었다. 목재 중심재는 갈색이고 변재는 노란색으로, 나뭇결이 곱고 가공이 쉬워 주로 가구재·바둑판·장식재·조각재·토목재 등으로 이용된다.
여드름 및 아메바증 치료를 포함하는 잠재적 의학 이점에 대한 비자나무의 추출물 연구가 이루어졌다. 비자나무에서 유래한 일부 테르페노이드 및 비플라보노이드는 SARS-CoV-2의 프로테아제 억제제(protease inhibitors)로 작용하는 것으로 보인다.

## 한국의 비자나무
대한민국의 여러 비자나무와 비자나무 숲이 천연기념물로 보호받고 있다.
- 제39호 강진 삼인리 비자나무
- 제111호 진도 상만리 비자나무
- 제153호 장성 백양사 비자나무 숲
- 제239호 고흥 금탑사 비자나무 숲
- 제241호 해남 녹우단 비자나무 숲
- 제287호 사천 성내리 비자나무
- 제374호 제주 평대리 비자나무 숲
- 제483호 화순 개천사 비자나무 숲